# Tokiko Shimizu
Tokiko Shimizu (清水 季子, Shimizu Tokiko) est une banquière japonaise. En 2020, elle devient la première femme nommée à la tête de la Banque du Japon,.

## Biographie
Shimizu est titulaire d'une licence en génie urbain de l'Université de Tokyo et d'un master en études politiques internationales de l'Université de Stanford. 
Shimizu rejoint la Banque du Japon en 1987, travaillant dans la division des marchés financiers et dans les opérations de change. En 2010, elle est nommée à la direction de la branche de Takamatsu. Elle est la première femme à diriger une succursale de cette banque,. De 2016 à 2018, elle est directrice générale du bureau européen de la Banque du Japon, situé à Londres,. 
En mai 2020, elle est nommée pour quatre ans directrice générale de la banque, poste qu'elle est la première femme à occuper. Elle continue également à diriger la branche de Nagoya de la banque, poste qu'elle occupe depuis 2018 .